# Нуммулиты
Нуммулиты (лат. Nummulites, от лат. nummulus — монетка) — род одноклеточных организмов группы фораминифер. Ископаемые остатки представителей рода известны из верхнемеловых и палеогеновых отложений тропиков и субтропиков Европы, Азии, Африки и Америки.

## Описание
Известковая, пропитанная тонкими порами раковина, симметрически завитая спирально и имеющая форму округленной пластинки или двояковыпуклую (реже до шарообразной); число оборотов очень велико, высота, а также и ширина их возрастает весьма постепенно; число камер очень велико, последние обороты по большей части замкнуты в виде кольца, окружающего всю раковинку (переход от спирального расположения камер к круговому), последние обороты совершенно обхватывают предыдущие, отверстие простое, система каналов в стенках раковины и её перегородок очень хорошо развита. У подрода Numullina полости камер продолжаются по бокам до оси раковины, и снаружи обыкновенно виден лишь последний оборот её; перегородки то радиальные, то различным образом изогнутые или извитые, иногда разветвленные и подразделяющие боковые части камер на мелкие камеры; сюда относится один лишь современный вид и ряд ископаемых. Близки к нуммулитам и принадлежат к тому же подсемейству (Nummulitinae) и семейству (Nummulitidae) роды Polystomella, Operculina, Cyclammina, имеющие и современных представителей.

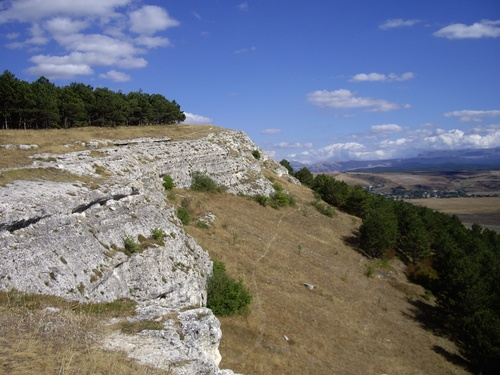
Крутой откос куэсты в Крыму состоит из пласта прочного мшанкового и залегающего поверх него нуммулитового известняка

Характерен для эоценовых отложений океанического типа. Сюда относятся крупные корненожки, с известковой скорлупой, кругообразной или чечевицеобразной формы, величиной от размеров булавочной головки до серебряного рубля. Скорлупка составлена из многих спирально возрастающих оборотов, разделенных поперечными перегородками на многочисленные, сообщающиеся между собой, камеры. Нуммулиты появляются уже в каменноугольной системе и существуют до настоящего времени, но наибольшего развития достигали в век эоцена. Скорлупки нуммулитов переполняют местами громадные толщи нуммулитовых известняков, широко распространенных по земной поверхности и обнажающихся даже на снежных вершинах Пиренеев, Альп, Карпат и Гималайских гор, несомненно свидетельствуя, что в сравнительно недавние геологически времена этих гор не существовало и на месте их разливался громадный эоценовый океан, на дне которого мириадами погребались нуммулиты и другие современные им организмы.

## История изучения
- Фактически основным материалом, используемым при постройке знаменитых египетских пирамид, был нуммулитовый известняк. На наличие неких останков ракушек в материалах постройки пирамид обратил внимание ещё древнегреческий историк Геродот в V веке до нашей эры.
- Греческий историк и географ Страбон в I в. до н. э. вновь фиксирует и описывает уже виденные Геродотом органические останки в пирамидах, но предполагает, что это остатки окаменевшей чечевицы, которую ели древние строители.
- В Европе останки нуммулитов (по всей видимости) находили в окрестностях Парижа, что было описано Агриколой и Конрадом Геснером, последний из которых считал находки одним из видов аммонитов.
- Под названием numismales lapides Transylvaniae о них писал в 1550 году французский ботаник XVI века Карл Клузиус[2].
- Род впервые предложен Ламарком в его работе Система беспозвоночных животных в 1801 году. Ламарк определил нуммулитов как 89-й род головоногих моллюсков между планулитами (Planulites) и спирулами.
- В 1825 году д’Орбиньи выделил отряд Фораминиферы в составе головоногих моллюсков, куда отнеc и нуммулиты.
- В 1835 году Феликс Дюжарден выделил группу ризопод (корненожек), куда попали и нуммулиты. В дальнейшем ризоподы были отнесены к простейшим и протистам.

## Классификация
На сентябрь 2019 года в род включают 472 вида, 1 из которых современный:
- Nummulites lenticulus Blainville, 1825

Остальные современные виды, ранее относимые к нуммулитам, перенесены в роды Operculina, Operculinella и Palaeonummulites.